# Patricia Ortega Ruiz
Patricia Ortega Ruiz (15 de setembre de 1988, Vallirana) és una ex ciclista professional catalana, que va córrer amb els equips Massi Tactic Women Team i Sopela Women's Team.
Des de finals de l'any 2022, és la responsable esportiva de la Volta Ciclista a Catalunya femenina.

## Palmarès
2021
- Guanyadora de la Copa d'Espanya elit[2]
- Campiona de Catalunya CRI[3]
- Tercera a l'etapa 4 Tour Feminin[4]